# Sacrifici (pel·lícula)
Sacrifici (títol original: Offret) és la darrera pel·lícula del director rus Andrei Tarkovski, el qual va morir poc després de finalitzar-la, el 1986. La producció, sueco-britànico-francesa, pretén ser una reflexió sobre la importància i les conseqüències que comporta fer una promesa. S'ha subtitulat al català.

## Argument
Alexander ha deixat enrere la seva carrera d'actor i viu isolat amb la seva família en una illa escandinava.
Pel seu aniversari, Alexander acompanya el seu fill a la ribera. Mentre hi planten junts un arbre, el fill -que no parla després d'haver sigut sotmès a una operació al coll- escolta amb atenció el conte que li explica el seu pare, sobre un monjo que planta un arbre mort i el rega amb persistència cada dia fins que finalment acaba florint.
De cop, el carter Otto arriba per tal d'entregar un telegrama a Alexander, i aprofita l'ocasió per posar-se a filosofar sobre el nan de Zarathustra de Nietzsche. Més tard, mestre els convidats van entrant a la casa, és Alexander qui es posa a reflexionar i es qüestiona l'estat de la civilització, el progrés científic i la impotència dels ésser humans.
Mentre els preparatius de la festa progressen, el carter Otto regala un mapa antic d'Europa a Alexander, a qui li agrada col·leccionar fenòmens inexplicables o estranys, dels quals es documenta rigorosament.
De cop, el cel s'ennuvoleix i el sòl comença a tremolar fent vibrar els mobles i la casa mateixa. Els estupefactes hostes no se'n saben avenir i el metge fins i tot ha de posar una injecció a Adelaide, presa d'un atac d'histèria. Abans que la televisió es talli de cop, s'escolta una veu que anuncia "ordre! Cadascú ha de restar on és perquè no hi ha cap lloc a Europa que sigui més segur que el lloc on ens trobem".
Desconcertat, Alexander es posa finalment a resar i promet sacrificar tot el que estima i no pronunciar cap més mot si tot retorna a la situació del matí. Otto, per altra banda, reapareix per convèncer a Aleksander d'anar-se'n al llit amb Maria, per tal de salvar el món.
Ja a la casa on habita ella, Alexander li confessa a Maria l'absurditat de la seva existència i, amb xantatge emocional, la seduiex fins que la jove accedeix als propósits d'Alexander.
Quan l'endemà Aleksander es lleva a casa, tot sembla haver tornat a la situació normal. Després d'haver esmorzat, Alexander aprofita l'absència de la seva esposa i hostes per tal de complir la promesa del dia anterior, tot calant foc a casa seva.
Abans que les darreres flames deixen completament carbonitzada la mansió, un cotxe de l'hospital psiquiàtric apareix per emportar-se'n a Aleksandre.

## Repartiment
- Erland Josephson: Alexander
- Susan Fleetwood: Adelaide
- Allan Edwall: Otto
- Guðrún Gísladóttir: Maria
- Sven Wollter: Victor
- Valérie Mairesse: Julia
- Filippa Franzén: Marta
- Tommy Kjellqvist: Gossen (Little Man)
- Per Källman, Tommy Nordahl: conductors ambulància